# پنجره (آلبوم)
پنجره نام یک آلبوم موسیقی اثر معین، هنرمند ایرانی است که در سبک پاپ تهیه شده و دارای ۸ آهنگ است.

## فهرست آهنگ‌ها
| آلبوم پنجره، شرکت ترانه، ۱۳۷۶ |                 |                      |                |
| آهنگ                          | ترانه سرا       | آهنگساز              | تنظیم          |
| پنجره                         | اردلان سرفراز   | استاد حسن شماعی زاده | آندرانیک       |
| ناجی                          | دکتر بیژن سَمندر | صادق نوجوکی          | صادق نوجوکی    |
| هم قَسم                        | هما میر افشار   | منوچهر چشم آذر       | منوچهر چشم آذر |
| به دیدارَم بیا                 | هما میر افشار   | حسن شماعی زاده       | منوچهر چشم آذر |
| عاشقانه                       | فروغ فرّخزاد     | کاظم عالمی           | کاظم عالمی     |
| گناه                          | مسعود فردمنش    | منوچهر چشم آذر       | منوچهر چشم آذر |
| کَسی مثل تو نشد                | حسن شماعی زاده  | حسن شماعی زاده       | عبدی یمینی     |
| دعا                           | مسعود فردمنش    | مسعود فردمنش         | آرمن           |